# Eisenach Challenger 1996
L'Eisenach Challenger 1996 è stato un torneo di tennis facente parte della categoria ATP Challenger Series nell'ambito dell'ATP Challenger Series 1996. Il torneo si è giocato a Eisenach in Germania dal 17 al 23 giugno 1996 su campi in terra rossa.

## Vincitori

### Singolare
Dennis van Scheppingen ha battuto in finale  David Škoch con il punteggio di 6–4, 6–0

### Doppio
Donald Johnson /  Francisco Montana hanno battuto in finale  Karsten Braasch /  Jens Knippschild con il punteggio di 6–3, 6–2